# Acropogon bullatus
Acropogon bullatus är en malvaväxtart som först beskrevs av Jean Armand Isidore Pancher och Sebert, och fick sitt nu gällande namn av P. Morat. Acropogon bullatus ingår i släktet Acropogon och familjen malvaväxter. Inga underarter finns listade i Catalogue of Life.